# 안종국 (성우)
안종국(1942년 8월 27일 ~ 2024년 2월 28일)는 대한민국의 성우이다. 1964년 DBS에 입사했으며, 언론통폐합에 따라 현재는 KBS 7기이다. 한국방송 성우극회 소속.

## 주요 출연작품

### 애니메이션
- 신밧드의 모험 (KBS) - 램프의 요정
- 원피스 (KBS) - 슈슈 주인
- 몬스터 (투니버스) - 랑케

### 영화 애니
- 노인과 바다 (KBS)

### 영화
- 제이콥의 거짓말 (KBS)
- 클라라의 결혼식 (KBS)
- 비바 라스베이거스 (KBS)
- 다크니스 (KBS)
- 왕의 춤 (KBS) - 의원
- 차이나 스트라이크 포스 (KBS)
- 고인돌가족 플린스톤2 (KBS)
- 마틴을 위한 노래 (KBS) - 마틴(스벤 볼터)
- 연지구 (KBS)
- 데드라인 (KBS) - 닐스
- 글루미 선데이 (KBS)
- 밀리언 달러 호텔 (KBS)
- 어바웃 슈미트 (KBS) - 레이(렌 카리우)
- 레이디스 앤 젠틀맨 (KBS)
- 인생 (KBS) - 라그나르
- 미스터 디즈 (KBS) - 앤더슨 (에릭 아바리)
- 비밀 투표 (KBS)
- 사선에서 (KBS) - 샘 (존 마호니)
- 더블 로맨스 (KBS)
- 맨발의 경영자 (KBS) - 사장
- 존 말코비치 되기 (KBS) - 레스터 (오슨 빈)
- 미로 (KBS) - 칼 박사(비쉘 부쇼쇼이)
- 자이언트 (KBS)
- 포레스트 검프 (KBS) - 교장 선생님(샘 앤더슨) / 딕 카벳(본인)
- 와호장룡 (KBS) - 철총관 (낭웅)
- 엔드 오브 데이즈 (KBS) - 추기경(마이클 오하간) / 의사(엘리엇 골드웨그)
- 춤추는 대수사선 (KBS) - 와쿠 헤이하치로 (이카리야 쵸스케)
- 대단한 유혹 (KBS) - 제르맹
- 다크 블루 (KBS)
- 성룡의 빅타임 (KBS) - 빌
- 페이스 오프 (KBS)
- 허드서커 대리인 (KBS) - 모스(빌 코브스) / 재단사(어니스트 사라시노) / 대통령
- 이노센트 (KBS) - 맥나미(제임스 그랜트)
- 7월의 축제 (KBS) - 조지
- 오리엔트 특급 살인사건 (KBS) - 레체트
- 성룡의 나이스 가이 (KBS)
- 못말리는 서스펙트 (KBS) - 스탠리
- 홍번구 (KBS)
- 10일안에 남자친구에게 차이는 법 (KBS) - 벤의 사장(제임스 머토우)
- 동방불패2 (KBS)
- 스타게이트 (KBS)
- 쿵후 선생 (KBS) - 아버지
- 늑대의 제국 (KBS) - 폴의 상관(앨버트 드레이)
- 추락한 백만장자 (KBS)
- 밀리언즈 (KBS)
- 리오 그란데 (KBS) - 월킨스(칠 윌스)
- 부모님이 휴가가던 해 (KBS)
- 박사가 사랑한 수식 (KBS) - 소장(이가와 히사시)
- 호텔 르완다 (KBS) - 틸렌스 회장(장 르노) / 라디오 방송 음성
- 슈퍼맨 2 (KBS)
- 뮌헨 (KBS) - 한스 (한스 지쉴러)
- 고야의 유령 (KBS) - 재판소장
- 판의 미로 - 오필리아와 세 개의 열쇠 (KBS) - 판 (더그 존스)
- 12명의 배심원 (KBS) - 배심원(발렌틴 가프트)
- 인디아나 존스4 (KBS) - 스탠포스 학장 (짐 브로드벤트)
- 3:10 투 유마 (KBS) - 맥컬로이 (피터 폰다)
- 챈스 일병의 귀환 (KBS) - 찰리(톰 앨드리지)
- 붉은 기관차 (KBS) - 베닝 장군 (크리스토퍼 리)
- 태극권 (KBS) - 군보와 천보의 사부(유순)
- 르 지탕 (KBS) - 피에르 (모리스 비로드)
- 적인걸: 측천무후의 비밀 (KBS) - 대인(진염)
- 운명의 덩크슛 (KBS)
- 뱀파이어의 환생 (MBC)
- 킬러가 보낸 편지 (KBS)
- 베스트 키드 (KBS) - 미야기 (팻 모리타)
- 콘택트 (KBS) - 헤든(존 허트)
- 스타게이트 (KBS)
- 인사이더 (KBS) - 돈 휴이드 (필립 베이커 홀)
- 야망의 제물 (SBS)
- 톡 투 미 (KBS) - E.G. 손더링 (마틴 쉰)
- 산딸기 (KBS) - 이삭 브로그 (빅토르 시외스트룀)
- 칠검 (KBS) - 양운총의 사부(마정무)
- 당신이 잠든 사이에 (KBS) - 사울(잭 워든)
- 툼 레이더 (KBS) - 일루미나티 회원(리처드 존슨)
- 영웅 알베르 (KBS)
- 병 속에 든 편지 (KBS) - 행크(톰 앨드리지) / 쳇(리처드 해밀턴)
- 하드 레인 (KBS)
- 위대한 탄생 (KBS)
- 일대종사 (KBS) - 궁이의 아버지/마삼의 스승
- 머더 1600 (KBS) - 경호실장 (다니엘 벤잘리)
- 비룡맹장 (KBS) - 판사(교굉) / 보스(전준)
- 늑대의 후예들 (KBS) - 장 프랑/마리안느의 아버지(장 얀느)
- 무숙자(KBS) - 설리반(진 마틴)
- 덤보 - 레밍턴(알란 아킨)
- 강호영웅(KBS) - 성공공(한영걸)
- 대부 (KBS) - 돈 바지니(리처드 콘트)
- 허비 - 몬테카를로에 가다 (KBS) - 경찰 서장(앨런 카일루)

### 외화
- 강호풍운록 (KBS) - 적대인
- 닥터 후 (KBS) - 의사
- 칭기즈칸 (KBS) - 우거
- 데미지 (KBS) - 래리 (빅터 아놀드)
- 한나의 선택 (KBS) - 신부님

### 방송
- KBS 무대 10년(전기수, 최필의 희망가) (KBS 제2라디오)

### 게임
- 메크커맨더 2